# Droupla
Dans le bouddhisme tibétain, les Drouplas sont des pratiquants ayant fait une (ou deux) retraites de trois ans, mais n'ayant pas le niveau de réalisation des Lamas (enseignant).
Ils guident, expliquent et donnent des Loung de pratiques (autorisation de pratique, littéralement Lecture rituelle) mais n'enseignent pas (ils peuvent demander à devenir Lama au bout de deux ans, la décision est prise par le conseil des Lamas).